# Felix van Oostenrijk

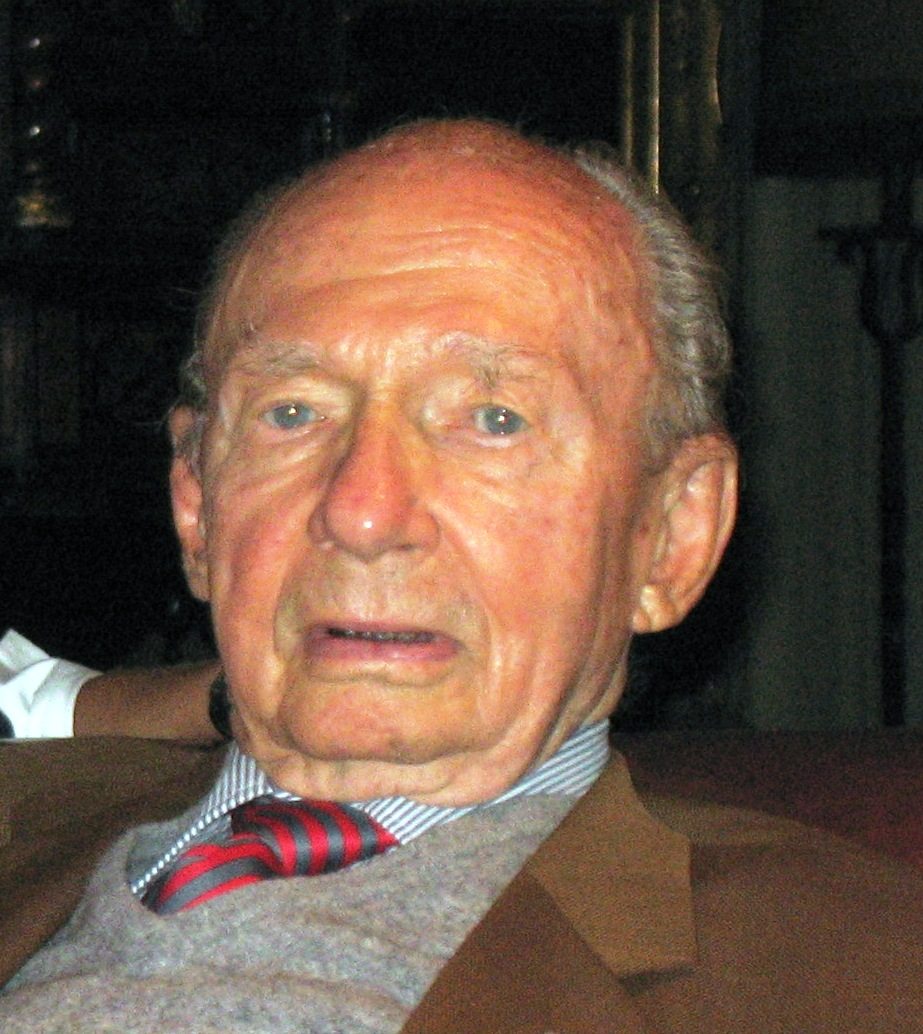
Felix van Oostenrijk

Felix van Oostenrijk (Schloss Schönbrunn, Wenen, 31 mei 1916 - Mexico stad, 6 september 2011), was een zoon van de laatste Oostenrijk-Hongaarse keizer Karel I en Zita van Bourbon-Parma.

## Biografie
Aartshertog Felix werd geboren in Schloss Schönbrunn te Wenen, als het vierde kind van aartshertog Karel, die toen nog kroonprins was van Oostenrijk-Hongarije en datzelfde jaar nog de troon zou bestijgen.
Na het einde van de Eerste Wereldoorlog in november 1918 stortte het keizerrijk in en werd Oostenrijk een republiek. De keizerlijke familie werd verbannen. Tijdens deze tijd woonde Felix in Portugal, België, Mexico en de Verenigde Staten.
Nadat Oostenrijk zich bij de Europese Unie had aangesloten en de grenscontroles waren afgeschaft keerde hij terug naar Oostenrijk en gaf er een persconferentie over zijn illegale aankomst. Nadat bekend werd dat hij in het land was waarschuwde de Oostenrijkse regering hem dat hij vervolgd zou worden als hij nog eens het land zou binnensluipen. Op 16 april 1996 deed hij afstand van zijn dynastieke rechten om zo legaal Oostenrijk te kunnen binnenkomen.
In 1998 ondernam hij samen met Karel Lodewijk een poging om de eigendommen van zijn voormoeder Maria Theresia van Oostenrijk terug te krijgen, die Adolf Hitler de Habsburgse familie tijdens de Anschluss had ontnomen.
Felix was een zakenman met bedrijven in Mexico en Brussel.

## Huwelijk en kinderen
Felix trouwde op 18 november 1952 in Beaulieu, Frankrijk voor de wet, en één dag later voor de kerk met prinses en hertogin Anna-Eugénie van Arenberg (1925-1997). Ze kregen zeven kinderen.
- Maria del Pilar van Oostenrijk (1953), gehuwd met Vollrad-Joachim Edler von Poschinger (1952)
- Carl Philipp (Carlos Felipe) van Oostenrijk (1954), eerst gehuwd met Martina Donath (gescheiden 1997), voor de tweede keer gehuwd met Annie-Claire Christine Lacrambe (1959)
- Kinga van Oostenrijk (1955), gehuwd met Baron Wolfgang von Erffa (1948)
- Raimund (Ramon) van Oostenrijk (1958-2008), gehuwd met Bettine Götz (1969)
- Myriam van Oostenrijk (1959), gehuwd met Jaime Acheson (1955)
- István van Oostenrijk (1961), gehuwd met Paola de Temesváry (1971)
- Viridis van Oostenrijk (1962), gehuwd met Karl Dunning-Gribble (1961)

## Familiebanden
Felix van Habsburg was verwant met alle katholieke vorstenhuizen. Hij was familie van keizerin Elisabeth van Oostenrijk-Hongarije (Sisi) en oom van prins Lorenz van België en van Carl-Christian, die getrouwd is met prinses Marie-Astrid van Luxemburg.

## Kwartierstaat
| Karel Lodewijk van Oostenrijk (1833-1896) | Karel Lodewijk van Oostenrijk (1833-1896) | Karel Lodewijk van Oostenrijk (1833-1896) | Karel Lodewijk van Oostenrijk (1833-1896) | Karel Lodewijk van Oostenrijk (1833-1896) | Karel Lodewijk van Oostenrijk (1833-1896) | Maria Annunciata van Bourbon-Sicilië (1843-1871) | Maria Annunciata van Bourbon-Sicilië (1843-1871) | Maria Annunciata van Bourbon-Sicilië (1843-1871) | Maria Annunciata van Bourbon-Sicilië (1843-1871) | Maria Annunciata van Bourbon-Sicilië (1843-1871) | Maria Annunciata van Bourbon-Sicilië (1843-1871) |                                     |                                     | George van Saksen (1832-1904)      | George van Saksen (1832-1904)      | George van Saksen (1832-1904)          | George van Saksen (1832-1904)          | George van Saksen (1832-1904)          | George van Saksen (1832-1904)          | Maria Anna van Portugal (1843-1884)    | Maria Anna van Portugal (1843-1884)    | Maria Anna van Portugal (1843-1884) | Maria Anna van Portugal (1843-1884) | Maria Anna van Portugal (1843-1884) | Maria Anna van Portugal (1843-1884) |                                  |                                  | Karel III van Bourbon-Parma (1823-1854) | Karel III van Bourbon-Parma (1823-1854) | Karel III van Bourbon-Parma (1823-1854) | Karel III van Bourbon-Parma (1823-1854) | Karel III van Bourbon-Parma (1823-1854)   | Karel III van Bourbon-Parma (1823-1854)   | Louise Maria van Frankrijk (1819-1864)    | Louise Maria van Frankrijk (1819-1864)    | Louise Maria van Frankrijk (1819-1864)    | Louise Maria van Frankrijk (1819-1864)    | Louise Maria van Frankrijk (1819-1864) | Louise Maria van Frankrijk (1819-1864) |                                            |                                            | Michaël I van Portugal (1802-1866)         | Michaël I van Portugal (1802-1866)         | Michaël I van Portugal (1802-1866)         | Michaël I van Portugal (1802-1866)         | Michaël I van Portugal (1802-1866)     | Michaël I van Portugal (1802-1866)     | Adelheid van Löwenstein- Wertheim-Rosenberg (1831-1909)                                | Adelheid van Löwenstein- Wertheim-Rosenberg (1831-1909)                                | Adelheid van Löwenstein- Wertheim-Rosenberg (1831-1909)                                | Adelheid van Löwenstein- Wertheim-Rosenberg (1831-1909)                                | Adelheid van Löwenstein- Wertheim-Rosenberg (1831-1909)                                | Adelheid van Löwenstein- Wertheim-Rosenberg (1831-1909)                                |  |  |  |  |  |  |  |  |  |  |  |  |  |  |  |  |  |  |  |  |  |  |  |  |  |  |  |  |  |  |  |  |  |  |  |  |  |  |  |  |  |  |  |  |  |  |  |  |
| Karel Lodewijk van Oostenrijk (1833-1896) | Karel Lodewijk van Oostenrijk (1833-1896) | Karel Lodewijk van Oostenrijk (1833-1896) | Karel Lodewijk van Oostenrijk (1833-1896) | Karel Lodewijk van Oostenrijk (1833-1896) | Karel Lodewijk van Oostenrijk (1833-1896) | Maria Annunciata van Bourbon-Sicilië (1843-1871) | Maria Annunciata van Bourbon-Sicilië (1843-1871) | Maria Annunciata van Bourbon-Sicilië (1843-1871) | Maria Annunciata van Bourbon-Sicilië (1843-1871) | Maria Annunciata van Bourbon-Sicilië (1843-1871) | Maria Annunciata van Bourbon-Sicilië (1843-1871) |                                     |                                     | George van Saksen (1832-1904)      | George van Saksen (1832-1904)      | George van Saksen (1832-1904)          | George van Saksen (1832-1904)          | George van Saksen (1832-1904)          | George van Saksen (1832-1904)          | Maria Anna van Portugal (1843-1884)    | Maria Anna van Portugal (1843-1884)    | Maria Anna van Portugal (1843-1884) | Maria Anna van Portugal (1843-1884) | Maria Anna van Portugal (1843-1884) | Maria Anna van Portugal (1843-1884) |                                  |                                  | Karel III van Bourbon-Parma (1823-1854) | Karel III van Bourbon-Parma (1823-1854) | Karel III van Bourbon-Parma (1823-1854) | Karel III van Bourbon-Parma (1823-1854) | Karel III van Bourbon-Parma (1823-1854)   | Karel III van Bourbon-Parma (1823-1854)   | Louise Maria van Frankrijk (1819-1864)    | Louise Maria van Frankrijk (1819-1864)    | Louise Maria van Frankrijk (1819-1864)    | Louise Maria van Frankrijk (1819-1864)    | Louise Maria van Frankrijk (1819-1864) | Louise Maria van Frankrijk (1819-1864) |                                            |                                            | Michaël I van Portugal (1802-1866)         | Michaël I van Portugal (1802-1866)         | Michaël I van Portugal (1802-1866)         | Michaël I van Portugal (1802-1866)         | Michaël I van Portugal (1802-1866)     | Michaël I van Portugal (1802-1866)     | Adelheid van Löwenstein- Wertheim-Rosenberg (1831-1909)                                | Adelheid van Löwenstein- Wertheim-Rosenberg (1831-1909)                                | Adelheid van Löwenstein- Wertheim-Rosenberg (1831-1909)                                | Adelheid van Löwenstein- Wertheim-Rosenberg (1831-1909)                                | Adelheid van Löwenstein- Wertheim-Rosenberg (1831-1909)                                | Adelheid van Löwenstein- Wertheim-Rosenberg (1831-1909)                                |  |  |  |  |  |  |  |  |  |  |  |  |  |  |  |  |  |  |  |  |  |  |  |  |  |  |  |  |  |  |  |  |  |  |  |  |  |  |  |  |  |  |  |  |  |  |  |  |
|                                           |                                           |                                           |                                           |                                           |                                           |                                                  |                                                  |                                                  |                                                  |                                                  |                                                  |                                     |                                     |                                    |                                    |                                        |                                        |                                        |                                        |                                        |                                        |                                     |                                     |                                     |                                     |                                  |                                  |                                         |                                         |                                         |                                         |                                           |                                           |                                           |                                           |                                           |                                           |                                        |                                        |                                            |                                            |                                            |                                            |                                            |                                            |                                        |                                        |                                                                                        |                                                                                        |                                                                                        |                                                                                        |                                                                                        |                                                                                        |  |  |  |  |  |  |  |  |  |  |  |  |  |  |  |  |  |  |  |  |  |  |  |  |  |  |  |  |  |  |  |  |  |  |  |  |  |  |  |  |  |  |  |  |  |  |  |  |
|                                           |                                           |                                           |                                           | Otto Frans van Oostenrijk (1865-1906)     | Otto Frans van Oostenrijk (1865-1906)     | Otto Frans van Oostenrijk (1865-1906)            | Otto Frans van Oostenrijk (1865-1906)            | Otto Frans van Oostenrijk (1865-1906)            | Otto Frans van Oostenrijk (1865-1906)            |                                                  |                                                  |                                     |                                     |                                    |                                    | Maria Josepha van Saksen (1866-1944)   | Maria Josepha van Saksen (1866-1944)   | Maria Josepha van Saksen (1866-1944)   | Maria Josepha van Saksen (1866-1944)   | Maria Josepha van Saksen (1866-1944)   | Maria Josepha van Saksen (1866-1944)   |                                     |                                     |                                     |                                     |                                  |                                  |                                         |                                         |                                         |                                         | Robert I van Bourbon-Parma (1848-1907)    | Robert I van Bourbon-Parma (1848-1907)    | Robert I van Bourbon-Parma (1848-1907)    | Robert I van Bourbon-Parma (1848-1907)    | Robert I van Bourbon-Parma (1848-1907)    | Robert I van Bourbon-Parma (1848-1907)    |                                        |                                        |                                            |                                            |                                            |                                            | Maria Antonia van Bragança (1862-1959)     | Maria Antonia van Bragança (1862-1959)     | Maria Antonia van Bragança (1862-1959) | Maria Antonia van Bragança (1862-1959) | Maria Antonia van Bragança (1862-1959)                                                 | Maria Antonia van Bragança (1862-1959)                                                 |                                                                                        |                                                                                        |                                                                                        |                                                                                        |  |  |  |  |  |  |  |  |  |  |  |  |  |  |  |  |  |  |  |  |  |  |  |  |  |  |  |  |  |  |  |  |  |  |  |  |  |  |  |  |  |  |  |  |  |  |  |  |
|                                           |                                           |                                           |                                           | Otto Frans van Oostenrijk (1865-1906)     | Otto Frans van Oostenrijk (1865-1906)     | Otto Frans van Oostenrijk (1865-1906)            | Otto Frans van Oostenrijk (1865-1906)            | Otto Frans van Oostenrijk (1865-1906)            | Otto Frans van Oostenrijk (1865-1906)            |                                                  |                                                  |                                     |                                     |                                    |                                    | Maria Josepha van Saksen (1866-1944)   | Maria Josepha van Saksen (1866-1944)   | Maria Josepha van Saksen (1866-1944)   | Maria Josepha van Saksen (1866-1944)   | Maria Josepha van Saksen (1866-1944)   | Maria Josepha van Saksen (1866-1944)   |                                     |                                     |                                     |                                     |                                  |                                  |                                         |                                         |                                         |                                         | Robert I van Bourbon-Parma (1848-1907)    | Robert I van Bourbon-Parma (1848-1907)    | Robert I van Bourbon-Parma (1848-1907)    | Robert I van Bourbon-Parma (1848-1907)    | Robert I van Bourbon-Parma (1848-1907)    | Robert I van Bourbon-Parma (1848-1907)    |                                        |                                        |                                            |                                            |                                            |                                            | Maria Antonia van Bragança (1862-1959)     | Maria Antonia van Bragança (1862-1959)     | Maria Antonia van Bragança (1862-1959) | Maria Antonia van Bragança (1862-1959) | Maria Antonia van Bragança (1862-1959)                                                 | Maria Antonia van Bragança (1862-1959)                                                 |                                                                                        |                                                                                        |                                                                                        |                                                                                        |  |  |  |  |  |  |  |  |  |  |  |  |  |  |  |  |  |  |  |  |  |  |  |  |  |  |  |  |  |  |  |  |  |  |  |  |  |  |  |  |  |  |  |  |  |  |  |  |
|                                           |                                           |                                           |                                           |                                           |                                           |                                                  |                                                  |                                                  |                                                  | Karel I van Oostenrijk (1887-1922)               | Karel I van Oostenrijk (1887-1922)               | Karel I van Oostenrijk (1887-1922)  | Karel I van Oostenrijk (1887-1922)  | Karel I van Oostenrijk (1887-1922) | Karel I van Oostenrijk (1887-1922) |                                        |                                        |                                        |                                        |                                        |                                        |                                     |                                     |                                     |                                     |                                  |                                  |                                         |                                         |                                         |                                         |                                           |                                           |                                           |                                           |                                           |                                           | Zita van Bourbon-Parma (1892-1989)     | Zita van Bourbon-Parma (1892-1989)     | Zita van Bourbon-Parma (1892-1989)         | Zita van Bourbon-Parma (1892-1989)         | Zita van Bourbon-Parma (1892-1989)         | Zita van Bourbon-Parma (1892-1989)         |                                            |                                            |                                        |                                        |                                                                                        |                                                                                        |                                                                                        |                                                                                        |                                                                                        |                                                                                        |  |  |  |  |  |  |  |  |  |  |  |  |  |  |  |  |  |  |  |  |  |  |  |  |  |  |  |  |  |  |  |  |  |  |  |  |  |  |  |  |  |  |  |  |  |  |  |  |
|                                           |                                           |                                           |                                           |                                           |                                           |                                                  |                                                  |                                                  |                                                  | Karel I van Oostenrijk (1887-1922)               | Karel I van Oostenrijk (1887-1922)               | Karel I van Oostenrijk (1887-1922)  | Karel I van Oostenrijk (1887-1922)  | Karel I van Oostenrijk (1887-1922) | Karel I van Oostenrijk (1887-1922) |                                        |                                        |                                        |                                        |                                        |                                        |                                     |                                     |                                     |                                     |                                  |                                  |                                         |                                         |                                         |                                         |                                           |                                           |                                           |                                           |                                           |                                           | Zita van Bourbon-Parma (1892-1989)     | Zita van Bourbon-Parma (1892-1989)     | Zita van Bourbon-Parma (1892-1989)         | Zita van Bourbon-Parma (1892-1989)         | Zita van Bourbon-Parma (1892-1989)         | Zita van Bourbon-Parma (1892-1989)         |                                            |                                            |                                        |                                        |                                                                                        |                                                                                        |                                                                                        |                                                                                        |                                                                                        |                                                                                        |  |  |  |  |  |  |  |  |  |  |  |  |  |  |  |  |  |  |  |  |  |  |  |  |  |  |  |  |  |  |  |  |  |  |  |  |  |  |  |  |  |  |  |  |  |  |  |  |
|                                           |                                           |                                           |                                           |                                           |                                           |                                                  |                                                  |                                                  |                                                  |                                                  |                                                  |                                     |                                     |                                    |                                    |                                        |                                        |                                        |                                        |                                        |                                        |                                     |                                     |                                     |                                     |                                  |                                  |                                         |                                         |                                         |                                         |                                           |                                           |                                           |                                           |                                           |                                           |                                        |                                        |                                            |                                            |                                            |                                            |                                            |                                            |                                        |                                        |                                                                                        |                                                                                        |                                                                                        |                                                                                        |                                                                                        |                                                                                        |  |  |  |  |  |  |  |  |  |  |  |  |  |  |  |  |  |  |  |  |  |  |  |  |  |  |  |  |  |  |  |  |  |  |  |  |  |  |  |  |  |  |  |  |  |  |  |  |
|                                           |                                           |                                           |                                           |                                           |                                           |                                                  |                                                  |                                                  |                                                  |                                                  |                                                  |                                     |                                     |                                    |                                    |                                        |                                        |                                        |                                        |                                        |                                        |                                     |                                     |                                     |                                     |                                  |                                  |                                         |                                         |                                         |                                         |                                           |                                           |                                           |                                           |                                           |                                           |                                        |                                        |                                            |                                            |                                            |                                            |                                            |                                            |                                        |                                        |                                                                                        |                                                                                        |                                                                                        |                                                                                        |                                                                                        |                                                                                        |  |  |  |  |  |  |  |  |  |  |  |  |  |  |  |  |  |  |  |  |  |  |  |  |  |  |  |  |  |  |  |  |  |  |  |  |  |  |  |  |  |  |  |  |  |  |  |  |
| Otto van Habsburg-Lotharingen (1912-2011) | Otto van Habsburg-Lotharingen (1912-2011) | Otto van Habsburg-Lotharingen (1912-2011) | Otto van Habsburg-Lotharingen (1912-2011) | Otto van Habsburg-Lotharingen (1912-2011) | Otto van Habsburg-Lotharingen (1912-2011) |                                                  |                                                  | Adelheid van Oostenrijk (1914-1971)              | Adelheid van Oostenrijk (1914-1971)              | Adelheid van Oostenrijk (1914-1971)              | Adelheid van Oostenrijk (1914-1971)              | Adelheid van Oostenrijk (1914-1971) | Adelheid van Oostenrijk (1914-1971) |                                    |                                    | Robert van Oostenrijk-Este (1915-1996) | Robert van Oostenrijk-Este (1915-1996) | Robert van Oostenrijk-Este (1915-1996) | Robert van Oostenrijk-Este (1915-1996) | Robert van Oostenrijk-Este (1915-1996) | Robert van Oostenrijk-Este (1915-1996) |                                     |                                     | Felix van Oostenrijk (1916-2011)    | Felix van Oostenrijk (1916-2011)    | Felix van Oostenrijk (1916-2011) | Felix van Oostenrijk (1916-2011) | Felix van Oostenrijk (1916-2011)        | Felix van Oostenrijk (1916-2011)        |                                         |                                         | Karel Lodewijk van Oostenrijk (1918-2007) | Karel Lodewijk van Oostenrijk (1918-2007) | Karel Lodewijk van Oostenrijk (1918-2007) | Karel Lodewijk van Oostenrijk (1918-2007) | Karel Lodewijk van Oostenrijk (1918-2007) | Karel Lodewijk van Oostenrijk (1918-2007) |                                        |                                        | Rudolf Syringus van Oostenrijk (1919-2010) | Rudolf Syringus van Oostenrijk (1919-2010) | Rudolf Syringus van Oostenrijk (1919-2010) | Rudolf Syringus van Oostenrijk (1919-2010) | Rudolf Syringus van Oostenrijk (1919-2010) | Rudolf Syringus van Oostenrijk (1919-2010) |                                        |                                        | Charlotte van Oostenrijk (1921-1989) én Elisabeth Charlotte van Oostenrijk (1922-1993) | Charlotte van Oostenrijk (1921-1989) én Elisabeth Charlotte van Oostenrijk (1922-1993) | Charlotte van Oostenrijk (1921-1989) én Elisabeth Charlotte van Oostenrijk (1922-1993) | Charlotte van Oostenrijk (1921-1989) én Elisabeth Charlotte van Oostenrijk (1922-1993) | Charlotte van Oostenrijk (1921-1989) én Elisabeth Charlotte van Oostenrijk (1922-1993) | Charlotte van Oostenrijk (1921-1989) én Elisabeth Charlotte van Oostenrijk (1922-1993) |  |  |  |  |  |  |  |  |  |  |  |  |  |  |  |  |  |  |  |  |  |  |  |  |  |  |  |  |  |  |  |  |  |  |  |  |  |  |  |  |  |  |  |  |  |  |  |  |